# Aker
Aker es el dios del horizonte en la mitología egipcia. Simboliza a la corteza terrestre, pero no debe confundirse con el dios Geb que representa a toda la superficie fértil de la Tierra.

Dibujo del símbolo de Aker.

## Iconografía
Fue representado como una franja de tierra con un disco solar con dos leones contrapuestos. También como una franja de tierra con cabeza humana y brazos en los extremos. 

## Mitología
Es un dios muy antiguo que es citado en los Textos de las Pirámides del Imperio Antiguo. Durante el Imperio Nuevo es el guardián de las dos puertas de la Duat, la oriental y la occidental, de ahí la imagen de los dos leones contapuestos que simbolizan la entrada y salida del Más Allá, del pasado y el futuro. Es el que abre las puertas entre la tierra y la Duat, para que la barca solar de Ra pasase, por donde la lleva y protege. También abriría las puertas para que entrara el faraón en la Duat. Se narraron sus actividades en el llamado Libro de Aker.
En varias inscripciones, pinturas murales y relieves, Aker estaba conectado con el horizonte del Norte y el Oeste, formando un puente mitológico entre los dos horizontes con su cuerpo. Ciertos textos de sarcófagos de las tumbas de Ramsés IV, Djedkhonsuiusankh y Pediamenopet describen cómo el dios del sol Ra viaja por el inframundo "como Apophis atravesando el vientre de Aker después de que Set fue cortado por Apophis". En este caso, Aker parece ser una especie de representación del inframundo mismo.

## Epítetos
Se le denominó el "Guardián de los secretos que están en la Duat", pues era el responsable de custodiar las puertas de la Duat.

## Amuletos
Suele aparecer en los denominados "Marfiles Mágicos" del Imperio Medio, siendo considerado protector de los niños y de la familia; también se creía que protegía de las picaduras venenosas de algunos animales.
| G1 | V31 · D21 | A40 |

| G1 | V31 · D21 | A40 |